# Carabus hortensis
Carabus hortensis là một loài bọ cánh cứng phân bố ở châu Âu nhưng nhiều ở phía tây nam. Loài cũng phổ biến ở Trung Đông.

## Hình ảnh

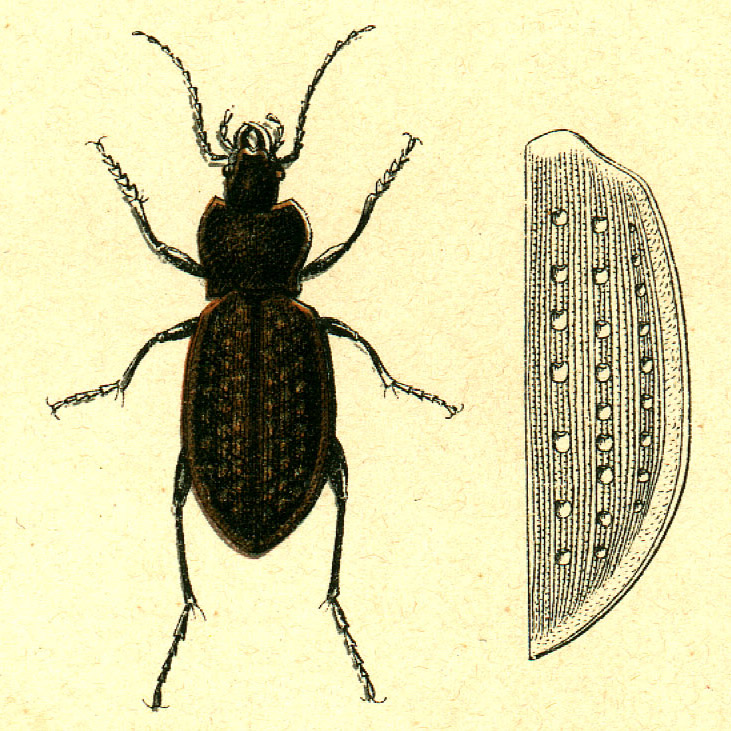
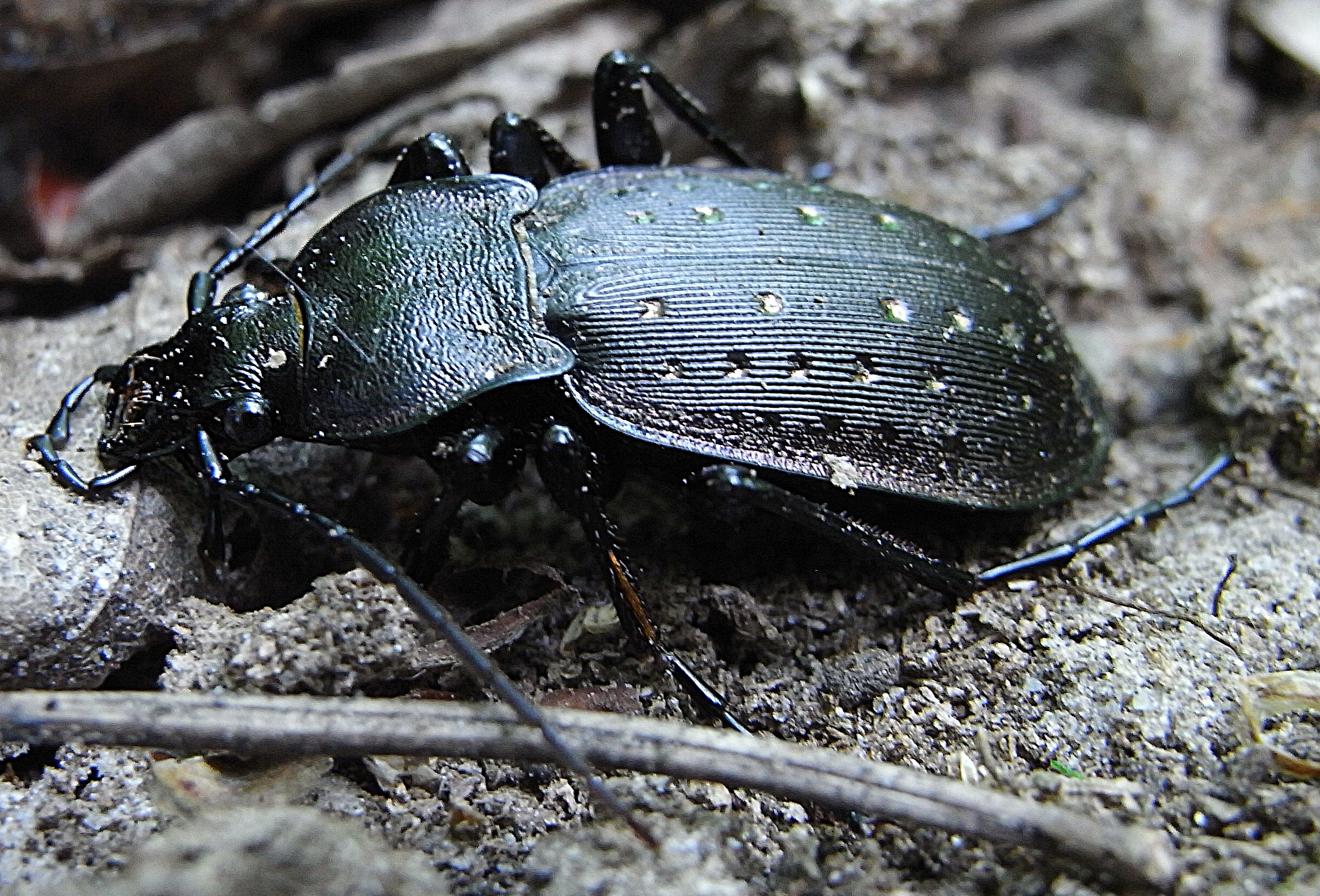
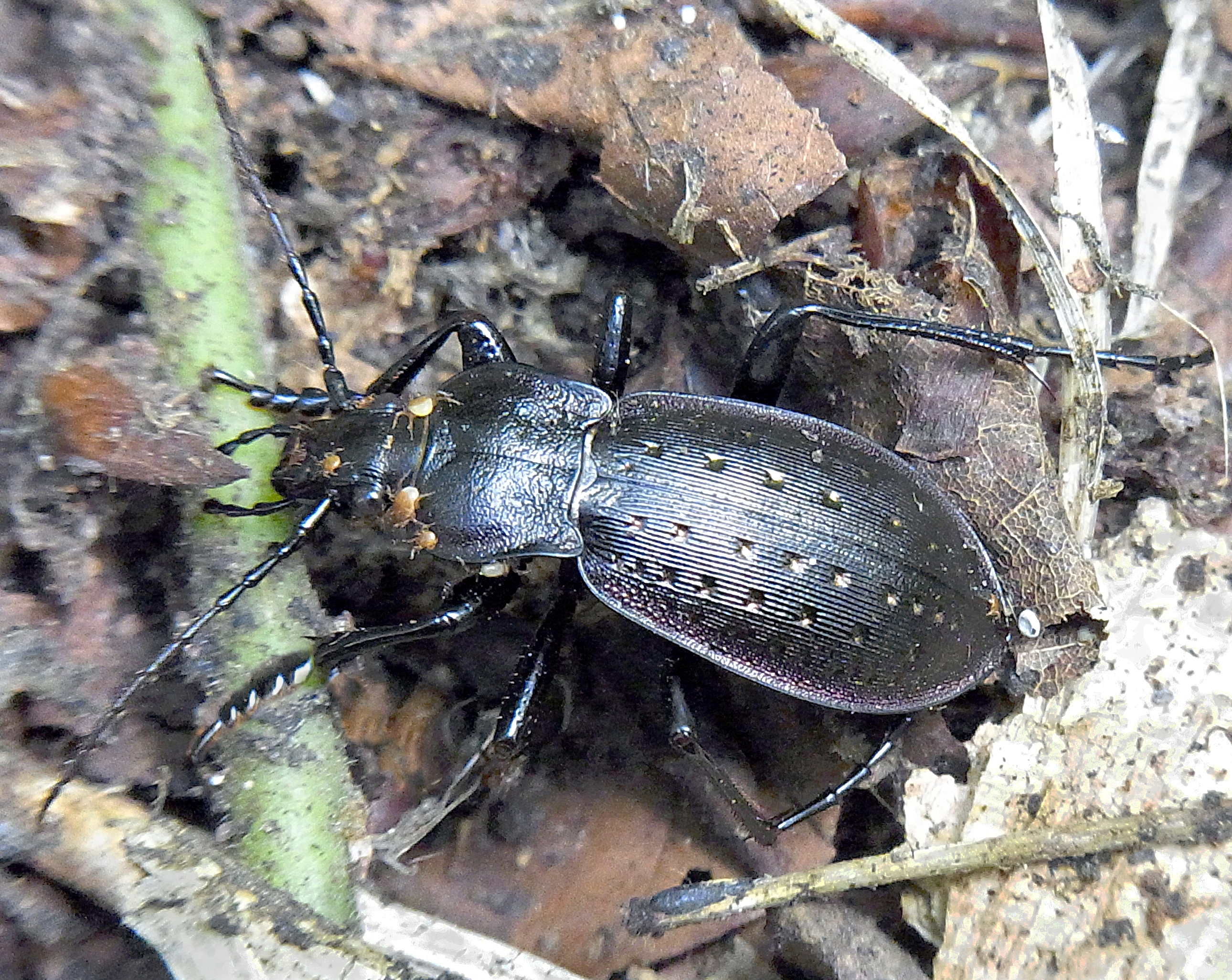
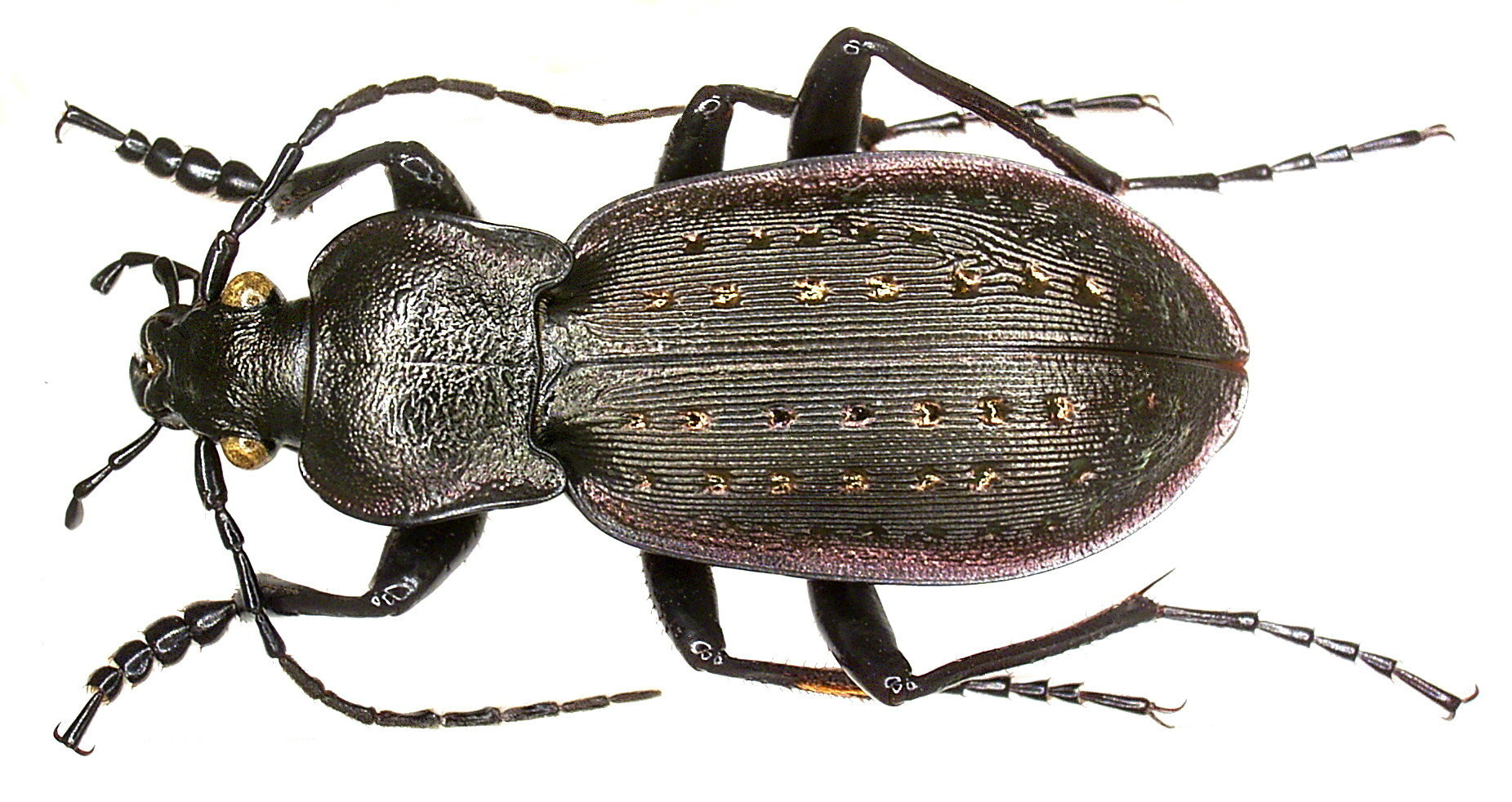